# Guy Veldeman
Guy Veldeman (Dendermonde, 14 december 1978) is een Belgisch betaald voetballer die bij voorkeur als verdediger speelt. Hij verruilde in juli 2012 KSV Temse voor SK Berlare.

## Carrière
Veldeman genoot het grootste deel van zijn opleiding bij RSC Anderlecht maar vertrok op zijn 21 naar Nederland om bij Willem II te gaan voetballen. In vier seizoen kwam hij tot slechts vijf optredens in de Eredivisie. In 2003 keerde hij terug naar België om bij KV Kortrijk te gaan spelen. Met die club promoveerde hij naar de Belgische Tweede Klasse. Na een seizoen ging hij naar SV Zulte Waregem en met die club promoveerde hij naar de Eerste Klasse. Hij zat veel op de reservebank en derhalve verkaste hij naar KV Red Star Waasland. In het seizoen 2007-2008 raakte Veldeman zwaar geblesseerd in een wedstrijd tegen RFC Tournai. Daarbij scheurde zijn kruisband van de linkerknie af. Hij was meer dan zes maanden buiten strijd.